# 新加坡殖民地
新加坡殖民地（英語：Colony of Singapore）是英國的直轄殖民地，存在於1946年到1959年期間，其範圍覆蓋了現在的新加坡、聖誕島、科科斯群島和納閩。其是在1945年日本對新加坡的佔領結束後不久海峽殖民地解散後創建的。新加坡殖民地於1955年獲得自治權，一直持續到1958年新加坡自治邦成立，並於1959年獲得全面自治。
經過幾年的自治，新加坡於1963年9月16日與馬來亞、砂拉越和北婆羅洲合併組成馬來西亞聯邦，從此英國對新加坡144年的殖民徹底結束。新加坡在1965年8月9日獨立自馬來西亞，成為一個獨立的主權國家。

## 歷史

### 重歸英國統治
1945年8月15日，日本向同盟國投降後，新加坡進入了無秩序狀態，因為英國尚未重新接管新加坡，而日本佔領者對人民的控制也大大削弱。 搶劫和報復性殺戮事件普遍存在。
1945年9月至1946年3月期間，新加坡由英國軍事管理局管理，在此期間，新加坡也是英國東南亞總督的駐地。然而，大部分基礎設施已被摧毀，包括電力和供水系統、電話服務以及新加坡港港口設施。
包括米在內的食物出現短缺的情況，導致當地出現了大量營養不良、疾病和大量犯罪暴力活動。失業、高糧價和工人的不滿在1947年爆發，這引發了一系列的罷工，導致公共交通和其他服務大規模停擺。1947年底，由於世界各地對錫和橡膠的需求不斷增長，經濟開始恢復。又過了幾年，經濟才恢復到戰前水準。

### 新加坡自治邦的成立
1946年4月1日，海峽殖民地解散，新加坡成為直轄殖民地，並由總督領導的民政管理機構管理，並與馬來亞半島分治。1947年7月，行政局和立法局分離，並訂定條款允許明年選出六名立法局議員。1959年11月30日，《1959年新加坡國旗、國徽和國歌條例》通過，規範國徽和國旗的使用和展示以及國歌的演奏。

### 與馬來西亞合併
英國失敗的管理破壞了其在新加坡人眼中作為絕對可靠的統治者的形象，戰爭期間和戰爭結束後的幾十年裡。當地民眾的政治覺醒以及民族主義和反殖民情緒的興起，包括對「默迪卡」的呼聲。英國也準備開始準備新加坡和馬來亞去殖民化計畫，1963年9月16日，新加坡成為馬來西亞的州，徹底結束了英國144年的統治。

### 獨立
1965年8月9日，由於政治、經濟和種族糾紛，新加坡正式脫離馬來西亞，成為獨立的新加坡共和國。

## 政府

### 第一屆立法局
1948年3月第一次新加坡大選，此次選舉選出的立法局成員相當有限。僅有成年英國公民擁有投票權，而其中只有大約兩萬人（約 10%）有資格登記投票。此外，立法局25個席次中只有6個是由選舉產生的，其餘的則由總督或商會選出。
其中三個席位由新成立的進步黨贏得，實際上這是一個保守主義黨，其領導者是商界人士和技術官僚，不願新加坡施行自治。另外三個席位由獨立人士贏得。
選舉後三個月，馬來亞共產主義團體爆發武裝叛亂，即馬來亞緊急狀態，英國對新加坡和馬來亞的左翼團體採取嚴厲的控制措施。此時，頗具爭議的內部安全法令在此時出台的，該法允許對涉嫌「威脅安全」的人士不經審判無限期拘留。
由於左翼團體是殖民體制最激烈的反對派，自治進程停滯多年。殖民政府也試圖阻止新加坡華人與中共統治的中國接觸。商人兼慈善家陳嘉庚在訪問中國後被拒絕入境新加坡。

### 第二屆立法局
1951年舉行第二次立法局選舉，民選議席增加至9個。這次選舉，進步黨再次佔據主導地位，贏得了六個席位。儘管殖民政府仍占主導地位，者還是慢慢地促成了新加坡一個獨政府府的形成。
1953年，隨著馬來亞共產黨被鎮壓，緊急狀態結束。殖民政府促成了一個由喬治·威廉·倫德爾爵士領導的委員會，研究新加坡自治的可能性，其提出了有限形式的自治。
立法議會將取代立法委員會，其中32個席位中的25個是由普選產生的，在議會制下，立法委員會將選出首席部長作為政府首腦，由部長會議組閣。英國將保留對國防和外交等領域的控制權，以及對立法的否決權。
政府同意了這些建議，1955年4月2日，立法議會首次選舉。這次哲這次選舉格外激烈，幾個新成立的政黨也加入了競爭。與先前的選舉不同的是，選民是自動登記的，可參選選民擴大到約30萬人。進步黨在這次選舉中慘敗，只贏得了四個席位。新成立的左傾勞工陣線獲得十個席位，並與馬來民族統一機構、馬來西亞華人公會、馬來聯盟組成聯合政府。另一個新政黨，當時的左翼政黨人民行動黨贏得了三個席位。

## 政治
1946年4月1日，海峽殖民地解散後，新加坡、聖誕島和科科斯群島組成新加坡殖民。作為英國直轄殖民地，新加坡繼承了海峽殖民地政府的行政結構，殖民地政府設有總督，並由諮詢執行委員會、立法委員會和市政委員會協助執政。1946年7月，納閩成為北婆羅洲直轄殖民地的一部分。1955年，科科斯群島轉交澳洲。1958年，聖誕島也移交給澳洲。

## 殖民地總督
1946年至1959年期間，新加坡總督代殖民地部管理新加坡直轄殖民地。1959年新加坡獲得自治後，總督辦公室廢除。
| # | 新加坡總督 | 新加坡總督                            | 任期          | 任期          |
| # | 新加坡總督 | 新加坡總督                            | 擔任          | 離任          |
| - | ---------- | ------------------------------------- | ------------- | ------------- |
| 1 |            | 詹遜，KCMG KStJ                       | 1946年4月1日  | 1952年3月20日 |
| – |            | 威爾弗雷德·勞森·布萊斯， CMG （代理） | 1952年3月20日 | 1952年4月1日  |
| 2 |            | 列誥，KCMG KStJ                       | 1952年4月21日 | 1955年6月2日  |
| – |            | 顧德， GCMG KStJ （代理）             | 1955年6月2日  | 1955年6月30日 |
| 3 |            | 柏立基，GCMG OBE                      | 1955年6月30日 | 1957年12月9日 |
| 4 |            | 顧德，GCMG, KStJ                      | 1957年12月9日 | 1959年6月3日  |

## 來源
1. ↑  , National Library Board,   [2024-04-11], （原始内容存档于2024-04-27）
2. ↑  . thecommonwealth.org.   [6 May 2019]. （原始内容存档于9 September 2019）.
3. ↑  LePoer, Barbara Leitch. . Washington: GPO for the Library of Congress. 1989  [17 April 2022]. （原始内容存档于31 March 2022）.
4. ↑  . eresources.nlb.gov.sg.   [2023-04-17]. （原始内容存档于17 April 2023）.
5. ↑  Colony of Singapore. Government Gazette. (1946, April 1). The Singapore Colony Order in Council, 1946 (G.N. 2, pp. 2–3). Singapore: [s.n.]. Call no.: RCLOS 959.57 SGG; White paper on Malaya (1946, January 26). The Straits Times, p. 2. Retrieved from NewspaperSG; Tan, K. Y. L. (Ed.). (1999). The Singapore legal system (pp. 232–233). Singapore: Singapore University Press. Call no.: RSING 349.5957 SIN.
6. 1 2 3 4 5 6 7  LePoer, Barbara Leitch. . Washington: GPO for the Library of Congress. 1989  [17 April 2022]. （原始内容存档于31 March 2022）.
7. ↑  . Ministry of Information, Communications and the Arts, Singapore.   [18 June 2006]. （原始内容存档于13 July 2006）.
8. ↑  Singapore State Arms and Flag and National Anthem Ordinance 1959 (No. 70 of 1959), now the Singapore Arms and Flag and National Anthem Act (Cap. 296, 1985 Rev. Ed.).
9. ↑  Electoral representation for the new Singapore Council.
10. ↑  . The Straits Times. 16 July 1946: 1  [22 March 2020]. （原始内容存档于22 March 2020）.
11. ↑  . The Singapore Free Press and Daily News. 16 July 1946: 5  [22 March 2020]. （原始内容存档于22 March 2020）.